# 鄭加恆
鄭加恆（英語：Teh Jia Heng Jason，2000年8月25日—），新加坡男子羽毛球運動員，曾代表新加坡在大英國協運動會、東南亞運動會、亞洲羽毛球團體錦標賽等賽事奪牌。

## 簡歷
郑加恒生於馬來西亞檳城，四歲接觸羽毛球，11歲就讀就读新加坡蒙福小学（Montfort Primary School），後來加入新加坡体育学校並在17歲時成為新加坡國家羽毛球隊隊員。他在中學畢業並完成新加坡国民服役後成為全職羽球運動員。
郑加恒代表新加坡參加2019年東南亞運動會羽球比賽，助隊伍奪得男子團體銅牌。2021年，在波蘭國際賽和巴林國際挑戰賽兩站賽事闖入決賽。
2022年，郑加恒作為隊伍一員在2022年湯姆斯盃區域預賽——2022年亞洲羽毛球團體錦標賽男團賽事為新加坡奪銅，助新加坡隊史第三度獲得湯姆斯盃參賽資格；最終，新加坡在5月舉行的湯姆斯盃止步小組賽。郑加恒結束湯盃賽程一周後轉往越南河內參加推遲一年舉行的2021年東南亞運動會，除了再度贏得男團銅牌，亦於男子單打項目奪銅。8月，於2022年大英國協運動會奪得混合團體銅牌，在男子單打項目則於銅牌戰敗於印度的斯里坎特·基達姆比，無緣獎牌。
郑加恒成為職業選手後，曾經七次晉級國際賽事決賽，但均未奪冠，直到2025年2月在泰國羽毛球大師賽第八度晉級決賽，最終以2比1（21-18、15-21、21-19）擊敗中國新秀王正行，奪得生涯首冠。

## 主要比賽成績
只列出曾進入準決賽的國際賽事成績：
| 年份   | 賽事                   | 公開賽級別 | 項目     | 成績   |
| ------ | ---------------------- | ---------- | -------- | ------ |
| 2018年 | 蒙古國羽毛球國際賽     | 國際系列賽 | 男子單打 | 準決賽 |
| 2018年 | 新加坡羽毛球國際系列賽 | 國際系列賽 | 男子單打 | 準決賽 |
| 2019年 | 印尼羽毛球國際挑戰賽   | 國際挑戰賽 | 男子單打 | 準決賽 |
| 2019年 | 東南亞運動會羽球比賽   | 其他       | 男子團體 | 銅牌   |
| 2021年 | 波蘭羽毛球國際賽       | 國際系列賽 | 男子單打 | 亞軍   |
| 2021年 | 捷克羽毛球公開賽       | 國際系列賽 | 男子單打 | 準決賽 |
| 2021年 | 巴林羽毛球國際挑戰賽   | 國際挑戰賽 | 男子單打 | 亞軍   |
| 2022年 | 亞洲羽毛球團體錦標賽   | 其他       | 男子團體 | 季軍   |
| 2022年 | 東南亞運動會羽毛球比賽 | 其他       | 男子團體 | 銅牌   |
| 2022年 | 東南亞運動會羽毛球比賽 | 其他       | 男子單打 | 銅牌   |
| 2022年 | 大英國協運動會羽球比賽 | 其他       | 混合團體 | 銅牌   |
| 2022年 | 大英國協運動會羽球比賽 | 其他       | 男子單打 | 第四名 |
| 2023年 | 東南亞運動會羽毛球比賽 | 其他       | 男子團體 | 銅牌   |
| 2023年 | 越南羽毛球公開賽       | 超級100賽  | 男子單打 | 準決賽 |
| 2024年 | 波蘭羽毛球公開賽       | 國際挑戰賽 | 男子單打 | 亞軍   |
| 2024年 | 盧森堡羽毛球公開賽     | 國際挑戰賽 | 男子單打 | 亞軍   |
| 2024年 | 美國羽毛球公開賽       | 超級300賽  | 男子單打 | 準決賽 |
| 2024年 | 越南羽毛球公開賽       | 超級100賽  | 男子單打 | 準決賽 |
| 2024年 | 澳門羽毛球公開賽       | 超級300賽  | 男子單打 | 亞軍   |
| 2024年 | 吉隆坡羽毛球大師賽     | 超級100賽  | 男子單打 | 亞軍   |
| 2024年 | 西德·莫迪羽球國際賽    | 超級300賽  | 男子單打 | 亞軍   |
| 2025年 | 泰國羽毛球大師賽       | 超級300賽  | 男子單打 | 冠軍   |

| 2018-2026年 | 總決賽 | 超級1000賽 | 超級750賽 | 超級500賽 | 超級300賽 | 超級100賽 | 國際挑戰賽 | 國際系列賽 | 未來系列賽 | 其他 |

### 奧運會和世錦賽參賽紀錄
|          | 2022 | 2023 |
| -------- | ---- | ---- |
| 男子單打 | 64強 | 32強 |

## 外部連結
- 鄭加恆在世界羽球聯盟的登錄資料